# Włas Czubar
Włas Jakowycz Czubar, ukr. Влас Якович Чубар (ur. 10 lutego?/22 lutego 1891 w Fedoriwce, zm. 26 lutego 1939 w Moskwie) – ukraiński socjaldemokrata i komunista, przewodniczący Rady Komisarzy Ludowych USRR (1923–1934), członek KC RKP(b)/WKP (b) (9 sierpnia 1921 – 28 listopada 1938), członek Politbiura KC KP(b)U (10 kwietnia 1923 – 14 czerwca 1934), zastępca członka Politbiura KC WKP(b) (3 listopada 1926 – 1 lutego 1935), członek Politbiura KC WKP(b) (1 lutego 1935 – 16 czerwca 1938), komisarz ludowy finansów ZSRR (16 sierpnia 1937 – 19 stycznia 1938), wiceprzewodniczący Rady Komisarzy Ludowych ZSRR (24 kwietnia 1934 – 4 lipca 1938).

## Życiorys
Urodził się w rodzinie chłopskiej. Brał udział w rewolucji 1905 roku, w 1907 wstąpił do Socjaldemokratycznej Partii Robotniczej Rosji, członek frakcji bolszewików. Po ukończeniu w 1911 ołeksandriwskiej szkoły mechaniczno-technicznej pracował w fabrykach Kramatorska, Hulajpola, Mariupola, Moskwy i Petersburga.
Brał udział w rewolucji lutowej i październikowej 1917 roku, był komisarzem artylerii Piotrogrodu.
Od 1919 działał na Ukrainie, początkowo był przewodniczącym biura organizacyjnego przemysłu Ukraińskiej SRR, od końca 1920 przewodniczącym Ukraińskiej Rady Gospodarki Narodowej, od lipca 1923 przewodniczącym Rady Komisarzy Ludowych USRR.
W latach 1930–1932 był przeciwnikiem polityki WKP(b) zwiększania kontyngentów rolniczych i przymusowej kolektywizacji na Ukrainie, której konsekwencją był masowy głód. Wobec swego stanowiska w 1934 został usunięty z Ukrainy i mianowany wiceprzewodniczącym Rady Komisarzy Ludowych ZSRR, a w 1937 ludowym komisarzem finansów ZSRR.
W czasie „wielkiej czystki” 4 lipca 1938 został aresztowany i oskarżony o „antyradziecką i terrorystyczną działalność i o szkodnictwo”; 26 lutego 1939 został skazany na śmierć przez Kolegium Wojskowe Sądu Najwyższego ZSRR i stracony tego samego dnia. Skremowany w krematorium na Cmentarzu Dońskim, pochowany anonimowo, obecnie mogiła zbiorowa nr 1 na Nowym Cmentarzu Dońskim.
Zrehabilitowany 24 sierpnia 1955 postanowieniem Kolegium Wojskowego SN ZSRR.

## Śledztwo na Ukrainie w sprawie wielkiego głodu i wyrok sądu w sprawie
25 maja 2009 Służba Bezpieczeństwa Ukrainy wszczęła oficjalne śledztwo w sprawie wielkiego głodu 1932-1933 jako zbrodni ludobójstwa.
Po zakończeniu śledztwa w listopadzie 2009, w styczniu 2010 Prokuratura Generalna Ukrainy skierowała do sądu akt oskarżenia. 13 stycznia 2010 Sąd Apelacyjny w Kijowie po rozpoznaniu sprawy uznał Józefa Stalina, Wiaczesława Mołotowa, Łazara Kaganowicza, Pawła Postyszewa, Stanisława Kosiora, Własa Czubara i Mendla Chatajewicza za winnych zbrodni ludobójstwa określonych w art. 442 par. 1 kodeksu karnego Ukrainy i umorzył jednocześnie postępowanie karne w związku ze śmiercią oskarżonych.